# Kadaja
Koordinaten: 58° 13′ N, 27° 10′ O

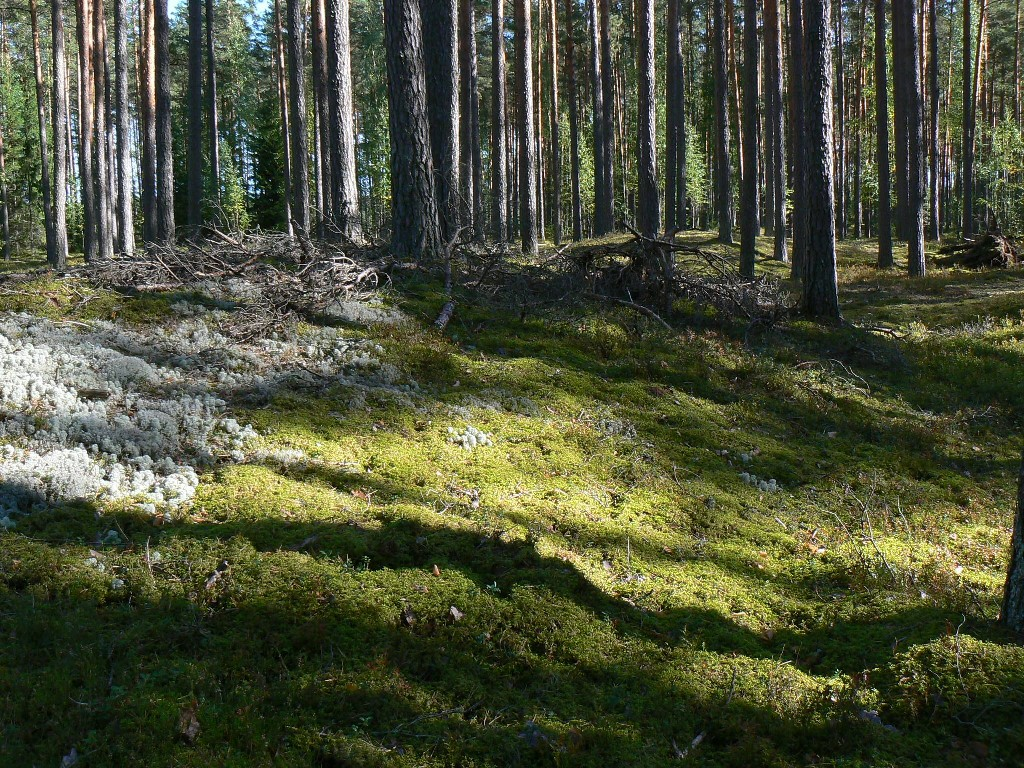
Kiefernwald bei Kadaja

Kadaja ist ein Dorf (estnisch küla) im Südosten Estlands. Es gehört zur Gemeinde Põlva (bis 2017 Mooste) im Kreis Põlva.

## Einwohnerschaft und Lage
Das Dorf hat 62 Einwohner (Stand 1. Januar 2017).
Westlich von Kadaja fließt der Fluss Lutsu (Lutsu jõgi) in den Fluss Ahja (Ahja jõgi).